# Кишр
Кишр (араб. قشر‎ [qiʃr], варианты произн.: гешир, гишр) — сушеная мякоть и кожура плода кофейного дерева ботанического вида арабика. В испаноязычных странах, а также в международной торговле чаще используется испанское наименование продукта — cáscara.
При обработке спелого плода кофейного дерева мякоть и кожура отделяются от зёрен. Зерна сортируются и классифицируются в соответствии с требованиями экспортеров.
В мире нет единой системы классификации кофейных зёрен, но во многих странах экспортерах кофе существуют свои, весьма чёткие системы градации кофе по размеру и качеству зерна, способу обработки, ботаническому виду и по другим характеристикам. Cascara (кишр) — это не кофе в классическом понимании, а отдельный продукт кофейной отрасли.
На российский рынок этот достаточно редкий продукт чаще всего поступает из стран Южной Америки, в частности из Коста-Рики, вместе с качественными сортами кофе из этой страны.
Cascara (кишр) сушится отдельно и из него можно приготовить напиток таким же образом, как заваривается обычный чай. Сушеная мякоть заливается кипятком и отстаивается несколько минут. На вкус это фруктовый напиток, не похожий ни на чай, ни на обычный обжаренный кофе.
В некоторых странах и культурах в напиток добавляются различные специи, мёд или сахар.